# Eustomias bituberatus
Eustomias bituberatus är en fiskart som beskrevs av Regan och Trewavas, 1930. Eustomias bituberatus ingår i släktet Eustomias och familjen Stomiidae. Inga underarter finns listade i Catalogue of Life.